# Liolaemus molinai
Liolaemus molinai — вид ігуаноподібних ящірок родини Liolaemidae. Ендемік Чилі. Вид названий на честь чилійського натураліста Хуана Ігнасіо Моліни.

## Поширення і екологія
Liolaemus molinai відомі з типової місцевості, розташованої в районі солончака Салар-де-Пуйса в регіоні Антофагаста, на висоті 4500 м над рівнем моря. Вони живуть на піщаних дюнах, місцями порослих чагарниками, в норах. Живляться рослинністю, є живородними.